# فرودگاه داخلی عرعر
فرودگاه داخلی عرعر (عربی: مطار عرعر المحلي) یک فرودگاه با کد یاتا RAE است که یک باند فرود آسفالت دارد و طول باند آن ۳۰۵۰ متر است. این فرودگاه در شهر عرعر، عربستان سعودی قرار دارد و در ارتفاع ۱۸۱۳ متری از سطح دریا واقع شده‌است.

## شرکت‌های هواپیمایی و مقصدهای پروازی

### مسافری
| شرکت‌های هواپیمایی | مقصدهای پروازی                                              |
| ----------------- | ----------------------------------------------------------- |
| فلای‌ناس           | فرودگاه بین‌المللی ملک فهد                                   |
| نسما ایرلاینز     | فرودگاه منطقه‌ای هائیل                                       |
| هواپیمایی سعودی   | فرودگاه بین‌المللی ملک عبدالعزیز, فرودگاه بین‌المللی ملک خالد |